# 위기의 여자
"위기의 여자"는 1987년에 개봉한 대한민국의 영화이다.

## 캐스팅
- 윤정희 : 수명 역
- 강신성일 : 하국진 역
- 김영애 : 애리 역
- 한인수
- 김애경
- 정지영
- 천현주
- 이슬이
- 문미봉
- 박예숙
- 김지영
- 김경란
- 고은정 (특별출연)